# Alina Schadwinkel
Alina Schadwinkel (* 1987 in Dortmund) ist Wissenschaftsjournalistin und seit Mitte Februar 2023 Vize-Ressortleitung Wissenschaft von „Der Spiegel“. Zuvor hat sie die Online-Redaktion von Spektrum der Wissenschaft geleitet und war redaktionell verantwortlich für das Print-Magazin „Spektrum Gesundheit“. Sie schreibt und verantwortet Beiträge u. a. zu den Themen Gesundheit, Astronomie und Klimawandel. Schadwinkel ist Trägerin des Georg-von-Holtzbrinck-Preises für Wissenschaftsjournalismus.

## Leben
Schadwinkel studierte Wissenschaftsjournalismus mit dem Schwerpunkt Biowissenschaften/Medizin an der Technischen Universität Dortmund. Währenddessen machte sie verschiedene Praktika, etwa am Max-Planck-Institut für Marine Mikrobiologie in Bremen und bei der SonntagsZeitung in Zürich. Ihr Volontariat absolvierte sie im Wissenschaftsressort von ZEIT Online in Berlin.
Nach dem Studium arbeitete Schadwinkel zunächst als freie Journalistin. Von 2011 bis 2012 war sie Redakteurin im Ressort Wissen der Wochenzeitung Die Zeit. Anschließend wechselte sie zur deutschen Ausgabe des New Scientist, für die sie bis Mitte 2013 stellvertretende Leiterin im Ressort „Life Sciences“ war. Anschließend verbrachte sie mit einem Stipendium von „Internationale Journalisten–Programme“ e.V. (IJP) mehrere Wochen in Südafrika, um von dort über die Gesundheitsversorgung, Wilderei und andere Themen zu berichten. Von Oktober 2013 bis Dezember 2019 arbeitete Schadwinkel als Redakteurin im Wissenschaftsressort von Zeit Online. Bis Ende 2022 war sie Redaktionsleiterin von Spektrum.de und für das Print-Magazin im Spektrum Wissenschaftsverlag „Spektrum Gesundheit“ verantwortlich. Seit Februar 2023 ist sie Vize-Ressortleiterin Wissenschaft bei „Der Spiegel“.
In ihrer Funktion als Wissenschaftsjournalistin sprach sie zum Thema COVID-19-Pandemie im Jahr 2020 in der ZDF-Sendung Maybrit Illner sowie im Presseclub (WDR). Im Presseclub diskutierte sie zudem über das Thema Klimawandel.

## Auszeichnungen und Nominierungen
- Schadwinkel ist Trägerin des Georg-von-Holtzbrinck-Preis für Wissenschaftsjournalismus 2014 in der Kategorie Nachwuchs für ihre in Die Zeit und New Scientist veröffentlichten Artikel: Im Schutz der Herde zum Thema Grippeimpfung von Kindern, Jetzt gibt's Saures über die Untersuchungen der Meeresbiologen zur Versauerung der Meere sowie Leben vor Gericht über gerichtliche Auseinandersetzungen beim Streit um die Patentierung von Genen.[4]
- Im Jahre 2015 zählte sie zu den Top 30 unter 30 des Medium Magazins.[5]
- 2015 wurde Schadwinkel für das Multimedia-Dossier Wer darf Leben?[6] zusammen mit den Wissenschaftsjournalisten Sven Stockrahm und Dagny Lüdemann für einen Grimme Online Award nominiert[7] sowie mit einem LeadAward[8] ausgezeichnet.
- 2016 stand sie mit Patrick Beuth, Max Rauner und weiteren für das Teamprojekt Quantified Self auf der Shortlist des Ernst-Schneider-Preises.[9]
- Für ihren Beitrag Crispr. Dagegen aus den falschen Gründen 2018 in Zeit Online[10] war Schadwinkel für den Salus-Medienpreis sowie 2019 im Team für den Reporterpreis in der Kategorie „Multimedia“  nominiert.
- 2020 erhielt sie für den Beitrag Mit diesem Apparat ging es zum Mond mit Paul Blickle, Julian Stahnke und Julius Tröger in der Kategorie Online eine Würdigung der Jury des Medienpreis Luft- und Raumfahrt. Es handelt sich dabei um eine interaktive Story, die laut Jury „dem Betrachter, technisch höchst anspruchsvoll, das Mondlandefahrzeug der Apollo-11-Mission“ präsentiert.
- 2021 wurde ihr „in Anerkennung einer sachgerechten, unabhängigen und kritisch-hinterfragten Berichterstattung und Kommentierung von Themen der Herz-Kreislauf-Medizin“ der Preis für Wissenschaftsjournalismus der Deutschen Gesellschaft für Kardiologie – Herz- und Kreislaufforschung (DGK) verliehen.[11]

## Buchveröffentlichungen
- Ist das normal? Sprechen wir über Sex, wie du ihn willst, mit Melanie Büttner und Sven Stockrahm, Beltz Verlag, Weinheim 2020, ISBN 978-3-407-86592-2.
- Marie Curie. 100 Seiten. Reclam, Stuttgart 2017, ISBN 978-3-15-020428-3.